# Asyldebatte
Die Asyldebatte war eine politische Auseinandersetzung um eine Änderung des Grundrechts auf politisches Asyl in der Bundesrepublik Deutschland. Sie entwickelte sich aus einer zunächst vorwiegend auf die sogenannten „Gastarbeiter“ bezogenen, Ende der 1970er einsetzenden Debatte um die deutsche Ausländerpolitik. 1986 starteten die Unionsparteien CDU und CSU eine Kampagne gegen einen Missbrauch des Asylrechts, die maßgeblich von der Bild-Zeitung und der Welt am Sonntag mitgetragen und später als eine der schärfsten, polemischsten und folgenreichsten Auseinandersetzungen der deutschen Nachkriegsgeschichte bewertet wurde.  Politikern und Medien wird vorgeworfen, durch die zum Teil populistische Asyldebatte die Stimmung gegen Ausländer angeheizt zu haben.
Nach der Wiedervereinigung wurde die Asyldebatte von einer Welle rassistisch motivierter, vornehmlich gegen Asylbewerber gerichteter Gewalttaten wie den Ausschreitungen in Rostock-Lichtenhagen begleitet. Dass der Höhepunkt der Asylbewerberzahlen mit der beispiellosen sozialen und wirtschaftlichen Umbruchsituation in Ostdeutschland sowie mit einer massenhaften Zuwanderung von Aussiedlern zusammenfiel, verlieh der Entwicklung eine besondere Brisanz.
Die Debatte führte 1992/93 zum Asylkompromiss zwischen den Regierungsparteien CDU, CSU und FDP sowie der SPD-Opposition. Mit der Grundgesetzänderung wurde das individuelle Recht auf Asyl stark eingeschränkt. Danach sank die Zahl der Asylbewerber erheblich, so dass die Asyldebatte schlagartig an Bedeutung verlor.

## Rahmenbedingungen

### Das Asylrecht in der Bundesrepublik bis 1992
Bis zum 30. Juni 1993 garantierte Art. 16 des Grundgesetzes als absolutes und subjektiv-öffentliches Recht politisch Verfolgten in der Bundesrepublik ein uneingeschränktes, individuell einklagbares Grundrecht auf Asyl, Flüchtlinge durften an der Grenze nicht zurückgewiesen werden. Der Parlamentarische Rat räumte 1948/49 das Recht auf Asyl bewusst jedem politisch Verfolgten ohne Ansehen der Person, der Herkunft oder der politischen Überzeugung ein. Das Grundgesetz ging damit weit über das humanitäre Völkerrecht hinaus, das nicht dem Fremden einen Rechtsanspruch, sondern den souveränen Staaten das Recht, jedoch nicht die Pflicht einräumt, Asyl zu gewähren. Dieses liberale Asylrecht war eine unmittelbare Folge der Erfahrungen politischer Flüchtlinge aus Deutschland während der Zeit des Nationalsozialismus.
Seit den späten 1970er Jahren bestand ein Problem der deutschen Asylpolitik darin, dass die meisten Antragsteller keine klassischen politischen Flüchtlinge mehr waren, sondern Flüchtlinge aus Bürgerkriegsländern, die somit nicht unter das Asylrecht fielen, das sich auf individuelle politische Verfolgung im engsten Sinne bezog. Auch wenn ihr Asylantrag abgelehnt wurde, konnte die Bundesrepublik solche Flüchtlinge, denen in ihrer Heimat Gefahr für Leib und Leben drohte, aufgrund der Genfer Flüchtlingskonvention nicht zurückschicken und musste ihren Aufenthalt als Konventionsflüchtlinge (De-facto-Flüchtlinge) dulden.
Nicht zu den Flüchtlingen wurden die vor allem polnischen, sowjetischen und rumänischen Aussiedler gezählt, die vielfach ebenso wenig Deutsch sprachen wie die Asylbewerber, aber unmittelbar als deutsche Staatsangehörige anerkannt wurden. Durch die Ungleichbehandlung der Aussiedler mit den Asylbewerbern aus den gleichen Ländern wurde das auf deutscher Abstammung beruhende Ius sanguinis zunehmend zu einem Problem der Migrationspolitik.
Die Asylbewerberzahlen zu senken war seit den frühen 1980er Jahren ein Hauptanliegen der deutschen Politik. Da das Recht auf Asyl im Grundgesetz verankert war, bedurften Änderungen aber einer qualifizierten Zweidrittelmehrheit. Entsprechend blieb das Grundrecht selbst lange unangetastet, während es seit den 1970er Jahren zahlreiche Änderungen am Asylverfahren gab. Die Änderungen zielten vor allem darauf ab, das Asylverfahren zu beschleunigen, die Kriterien für das Recht auf Asyl zu verschärfen, den Zugang zur Bundesrepublik zu erschweren, abgelehnte Asylbewerber schneller abzuschieben und durch eine Verschlechterung der Lebensumstände von Asylsuchenden eine abschreckende Wirkung zu entfalten. Der Weg, die Asylverfahren durch Aufstockungen der personell unterbesetzten Ausländerbehörden und Verwaltungsgerichte zu beschleunigen, wurde nicht beschritten.
Mit dem Beschleunigungsgesetz von 1980 wurde die Rechtswegegarantie abgeschafft und die Entscheidung über den Asylantrag einem Einzelbeamten des Bundesamtes übertragen, die Widerspruchsmöglichkeit wurde beseitigt. Das Asylverfahrensgesetz von 1982 beschleunigte die Gerichtsverfahren, verfügte die Regelunterbringung in Gemeinschaftsunterkünften und schränkte die Bewegungsfreiheit durch die Residenzpflicht ein. Zudem konnte aus dem Grundrecht auf körperliche Unversehrtheit nun nicht mehr ein Rechtsanspruch auf ärztliche Behandlung, vor allem nicht mehr auf teure Operationen abgeleitet werden. Ab 1986 galt für Asylbewerber ein fünfjähriges Arbeitsverbot, zudem wurden die Regelungen für die Unterbringung in Gemeinschaftsunterkünften verschärft und die Anerkennung von Asylanträgen, die sich auf Notsituationen oder kriegerische Auseinandersetzungen beriefen, ausdrücklich ausgeschlossen.
Eine Begrenzungsstrategie bestand darin, Visasperren zu erlassen, die potentielle Flüchtlinge daran hinderten, Deutschland mit dem Flugzeug zu erreichen. Solche Sperren wurden 1976 für Palästinenser aus Jordanien und 1980 für Flüchtlinge aus Afghanistan, Äthiopien, Sri Lanka, Iran, Türkei, Bangladesch und Indien errichtet. Fluggesellschaften wurden mit der Androhung von Bußgeld und einer Rücktransportpflicht verpflichtet, keine Passagiere ohne gültiges Visum zu transportieren. Die deutschen Botschaften wurden angewiesen, die Visaerteilung streng zu handhaben und ein Visum gerade dann zu verweigern, wenn die Annahme begründet erscheine, dass das Touristenvisum dazu benutzt werden solle, einen Asylantrag in der Bundesrepublik zu stellen. Ein Schlupfloch blieb allerdings mit dem Flughafen Berlin-Schönefeld in der DDR. Da die Bundesrepublik die Berliner Mauer nicht als Grenze anerkannte, gab es auf West-Berliner Seite prinzipiell keine Kontrollen. 1985 gelang es der Bundesregierung aber, die DDR dazu zu bringen, den Transitverkehr über Ost-Berlin zu unterbinden.
1987 wurde das Asylverfahrensgesetz völlig neu gefasst und ging nun bis an die Grenzen dessen, was ohne Änderung des Grundgesetzes möglich schien.  Die Anerkennungsquote sank daraufhin auf deutlich unter zehn Prozent. Gesetzgebung und Rechtsprechung sahen jetzt selbst die Bedrohung mit Folter in der Heimat nicht mehr als beweiskräftigen Grund für die Gewährung von Asyl an. Flüchtlingen aus dem Ostblock wurde dagegen die Regelvermutung der politischen Verfolgung zuerkannt. Dies führte dazu, dass das Bundesverwaltungsgericht einerseits Strafverfolgung eines kommunistischen Regimes als politisches Mittel der Herrschaftssicherung, andererseits aber Folter in dem NATO-Mitglied Türkei als „übliches Mittel“ zur Einhaltung der staatlichen Ordnung und als „nicht asylrelevant“ bewertete. In einer Entscheidung vom 22. Februar 1990 erzwang das Bundesverfassungsgericht einen erneuten Kurswechsel der Rechtsprechung, indem es Folter als Asylgrund wieder anerkannte.
Die Versuche, das Asylverfahren zu beschleunigen, hatten wenig Erfolg. Erhebliche Folgen hatte dagegen die Strategie, den steigenden Asylbewerberzahlen durch eine abschreckende Verschlechterung der Lebensbedingungen zu begegnen. Wegen der Verweigerung einer Arbeitserlaubnis musste der Staat durchweg die Sozialleistungen übernehmen, aufgrund des Verbots privat zu wohnen musste er für Sammellager sorgen. Besonders stark betroffen von der Zuwanderung waren deshalb die Kommunen, denn sie hatten diese Aufgaben zu finanzieren und zu organisieren.
Die Wartezeit für die Erteilung einer Arbeitserlaubnis betrug ab 1980 ein Jahr und wurde 1981 auf zwei Jahre, 1987 auf fünf Jahre ausgeweitet. Osteuropäer waren bei der Bewilligung privilegiert und mussten nicht oder nur ein Jahr warten. Das erzwungene Nichtstun förderte in der deutschen Bevölkerung die Wahrnehmung, dass Asylbewerber nur soziale Wohltaten des deutschen Staates in Anspruch nehmen wollten. Die Wartezeit auf eine Arbeitserlaubnis für Asylbewerber wurde 1990/91 wieder abgeschafft, da sie sich nicht bewährt habe.

### Die Entwicklung der Migration nach Deutschland von der Mitte der 1970er Jahre bis 1992
| Jahr | Asylanträge | Neu ankommende Aussiedler |
| ---- | ----------- | ------------------------- |
| 1975 | 9.627       | 19.657                    |
| 1976 | 11.123      | 44.402                    |
| 1977 | 16.410      | 54.251                    |
| 1978 | 33.136      | 58.123                    |
| 1979 | 51.493      | 54.887                    |
| 1980 | 107.818     | 52.071                    |
| 1981 | 49.391      | 69.455                    |
| 1982 | 37.423      | 48.170                    |
| 1983 | 19.737      | 37.925                    |
| 1984 | 35.278      | 36.459                    |
| 1985 | 73.832      | 38.968                    |
| 1986 | 99.650      | 42.788                    |
| 1987 | 57.379      | 78.523                    |
| 1988 | 103.076     | 202.673                   |
| 1989 | 121.418     | 377.055                   |
| 1990 | 193.063     | 397.073                   |
| 1991 | 256.112     | 221.565                   |
| 1992 | 438.191     | 230.565                   |

Bis Mitte der 1980er Jahre bestimmten die „Gastarbeiter“ die Ausländerpolitik der Bundesregierung und die öffentliche Debatte. 1973 kam es zu einem Anwerbestopp. Als im selben Jahr neben Osteuropäern erstmals Palästinenser einen größeren Anteil der Asylbewerber stellten, tauchte zum ersten Mal der Begriff „Asylmissbrauch“ auf.
Während die Zahl der Ausländer, die insgesamt in Deutschland lebten, Mitte der 1980er Jahre deutlich sank, stieg zeitgleich die der Asylsuchenden stark an. Dementsprechend verlagerte sich das Interesse der politischen Debatte zunehmend von den Türken in Deutschland hin zu den Flüchtlingen. In der zweiten Hälfte der 1980er Jahre kamen aufgrund der beginnenden Öffnung des „Eisernen Vorhangs“ zunehmend osteuropäische Flüchtlinge in die Bundesrepublik, so dass sich die ethnische Zusammensetzung der Asylbewerber erneut wandelte. Bis Mitte der 1980er Jahre hatten vor allem Menschen aus den Krisengebieten Afrikas, Asiens und aus der Türkei um Asyl nachgesucht. 1988 machten die Osteuropäer aber schon mehr als die Hälfte der Asylbewerber aus. Ab 1991 kamen viele Flüchtlinge aus den Jugoslawienkriegen hinzu, so dass die Zuwanderung über das Asylverfahren 1992 mit rund 440.000 einen historischen Höhepunkt erreichte und Osteuropäer nun fast zwei Drittel der Asylbewerber stellten. Gleichzeitig betrug die Anerkennungsquote nur noch 4,3 Prozent. Auch die jugoslawischen De-facto-Flüchtlinge zählten zu den abgelehnten Asylbewerbern, deren Aufenthalt in der Bundesrepublik aber aufgrund der Genfer Flüchtlingskonvention geduldet wurde. Die Gruppe der De-facto-Flüchtlinge übertraf 1992 mit 640.000 die der Asylbewerber (610.000) und der Asylberechtigten mit ihren Familien (230.000).
Seit den späten 1980er Jahren konzentrierte sich die öffentliche Debatte so sehr auf die Asylbewerber, dass deren Anteil an den Zuzügen von Ausländern nach Deutschland stark überschätzt wurde. Schon die der Diskussion zugrunde liegenden Zahlen waren problematisch: Es wurde in der amtlichen Statistik nicht erfasst, dass sich etwa ein Drittel der gestellten Asylanträge durch Weiter- oder Rückwanderungen vor Abschluss des Verfahrens erledigten. Auch gelangte nicht ins allgemeine Bewusstsein, dass Asylbewerber selbst 1992, im Jahr mit den meisten Asylanträgen, nur ein Drittel der Zuzüge von Ausländern ausmachten, während die meisten als Familiennachzügler oder als EG-Ausländer mit erweitertem Zuzugs- und Aufenthaltsrecht nach Deutschland kamen.
Für die angemessene Bewertung der Asyldebatte muss auch die große Zahl der Aussiedler berücksichtigt werden, die sich häufig wenig von den Asylbewerbern aus denselben Ländern unterschieden, rechtlich aber als Deutsche behandelt und von der Politik privilegiert wurden. Ihre Zahl lag seit 1988 bei jeweils 200.000 bis 400.000 pro Jahr. In Westdeutschland kam darüber hinaus die Zuwanderung von Übersiedlern aus der DDR bzw. ab 1990 die Zuzüge aus den Neuen Bundesländern hinzu (1989: 343.854, 1990 bis Juni: 238.384).
In absoluten Zahlen nahm unter den westeuropäischen Ländern Deutschland die meisten Flüchtlinge auf, während bezogen auf die Bevölkerungszahl die Schweiz und Schweden vor Deutschland den höchsten Zugang an Asylbewerbern hatten. In Frankreich und Großbritannien wurden relativ wenig Asylbewerber aufgenommen, hier dominierte die Zuwanderung aus den Ländern der ehemaligen Kolonien. Die südeuropäischen Länder wiederum waren von besonders hohen Zahlen illegaler Einwanderer betroffen.

### Sozioökonomische Entwicklungen
Die erste Rezession in der Bundesrepublik infolge der ersten Ölkrise hatte 1973 einen Anwerbestopp zur Folge. Die Arbeitslosenquote, die 1980 noch 3,8 Prozent betragen hatte, stieg bis 1983 auf 9,1 Prozent an und stagnierte in den folgenden Jahren auf diesem Niveau.
Mit der deutschen Wiedervereinigung und der Öffnung der osteuropäischen Grenzen änderten sich auch die Rahmenbedingungen der deutschen Ausländer- und Asylpolitik dramatisch. Die Erfahrungen mit Ausländern waren in der west- und der ostdeutschen Gesellschaft denkbar unterschiedlich. In der DDR lebte erst seit den 1970er Jahren eine nennenswerte Zahl von Ausländern, deren Anteil 1989 aber noch nicht einmal ein Prozent der erwerbsfähigen Bevölkerung ausmachte. Die meisten von ihnen waren Vertragsarbeiter aus Vietnam und Mosambik, die unter scharfer Kontrolle und schwierigen Bedingungen in der DDR lebten. Da sie streng von der DDR-Bevölkerung separiert wurden, entwickelte sich kein öffentlicher Austausch und fremdenfeindliche Stimmungen waren auch in Ostdeutschland verbreitet.
1990/91 wurden in Ostdeutschland die wirtschaftlichen und sozialen Probleme der Vereinigung sichtbar und riefen erste Frustrationen hervor. Bis 1992 verloren über 14 Prozent der ostdeutschen Bevölkerung ihren Arbeitsplatz. In dieser Situation wurden ab Dezember 1990 Asylbewerber auf die Städte und Kreise der neuen Bundesländer verteilt, die darauf weder organisatorisch noch politisch vorbereitet waren. Dass die Kumulation der Asylbewerber- und Aussiedlerzahlen mit dem beispiellosen sozialen und wirtschaftlichen Umbruch in Ostdeutschland zusammentraf, verlieh der Entwicklung eine besondere Brisanz.

## Vorgeschichte: Auseinandersetzungen um die Ausländer- und Asylpolitik in den späten 1970er und den frühen 1980er Jahren

### Debatten um die Ausländerpolitik bis 1982
Bei der Bundestagswahl 1980 war die Ausländerpolitik erstmals ein wichtiges Thema im Wahlkampf. Das Meinungsforschungsinstitut Infas stellte einen tiefgreifenden Meinungswandel in der westdeutschen Bevölkerung in Bezug auf die Ausländerpolitik fest. Beobachter schlossen aus der Untersuchung, dass mit diesem Thema Wahlen zu gewinnen oder zu verlieren seien, eine Einsicht, die fortan zu einem Axiom der Ausländerpolitik werden sollte. Noch bezog sich die Debatte vornehmlich auf die sogenannten Gastarbeiter, speziell auf die Türken in Deutschland, und richtete sich auf eine Abwehr weiterer Zuzüge sowie gegen die Integration der bereits in Deutschland lebenden Ausländer.
Unter der Bezeichnung Bürgerinitiative Ausländerstopp (BIA) wurden ab 1980 in mehreren deutschen Ländern rechtsextreme Gruppierungen aus dem Umfeld der Nationaldemokratischen Partei Deutschlands (NPD) tätig. Eine Kieler Liste für Ausländerbegrenzung erhielt bei der Kommunalwahl am 7. März 1982 3,8 Prozent der Stimmen. Bei der Bürgerschaftswahl in Hamburg im Juni 1982 kandidierte mit der Hamburger Liste für Ausländerstopp erstmals eine Partei bei einer Landtagswahl, die ausländerfeindliche Ressentiments zu ihrem Programm gemacht hatte. Sie erreichte zwar nur 0,7 Prozent der Stimmen, brachte aber das „Ausländerproblem“ noch stärker auf die politische Tagesordnung. Die NPD machte den Slogan „Ausländerstopp – Deutschland den Deutschen“ zu ihrem Wahlkampfthema. Die Unionsparteien CDU und CSU griffen die „ausländerkritische Haltung in der Bevölkerung“ auf und versuchten das Thema zu besetzen, aber auch die SPD sah sich zunehmend unter Druck zu reagieren.

### Ausländer- und asylpolitische Kontroversen 1982 bis 1986
In seiner ersten Regierungserklärung am 13. Oktober 1982 benannte der neugewählte Bundeskanzler Helmut Kohl in einem Dringlichkeitsprogramm die Ausländerpolitik als drittes von vier Schwerpunktthemen. Vor allem gelte es, eine unbegrenzte und unkontrollierte Einwanderung zu verhindern. Die neue schwarz-gelbe Koalition werde zudem alles tun, um einen Missbrauch des Asylrechts zu verhindern. Der neue Bundesinnenminister Friedrich Zimmermann (CSU) erklärte im Dezember 1982, viele Wirtschaftsflüchtlinge sähen im deutschen Asylrecht ein „Sesam-öffne-Dich in das wirkliche oder manchmal auch nur vermeintliche Sozialparadies Bundesrepublik Deutschland“.
Im September 1983 erregte der Fall Kemal Altun die Öffentlichkeit. Der Asylantrag des 23-jährigen Türken Altun wurde abgelehnt, obwohl er in der Türkei wegen eines politischen Delikts mit der Todesstrafe bedroht war. Nach 13-monatiger Abschiebehaft stürzte er sich aus dem sechsten Stock des Verwaltungsgerichts in Berlin. Zur gleichen Zeit prangerte ein Bericht des Hohen Flüchtlingskommissars der UN die Behandlung von Asylbewerbern in Deutschland an. Die deutsche Asylpolitik und Abschiebepraxis gelangte so erstmals in das Bewusstsein einer kritischen Öffentlichkeit.
Im Februar 1985 forderten die unionsgeführten Bundesländer Bayern, Baden-Württemberg und Berlin, eine größere Zahl von Asylanträgen als bisher von vornherein als unbeachtlich abzulehnen und gewährtes Asyl nach jeweils zwei Jahren neu zu prüfen. Eine Änderung des Art. 16 befürworteten bald auch Rechtswissenschaftler wie der Präsident des Bundesverfassungsgerichts, Wolfgang Zeidler, oder die Professoren Werner Kanein, Kay Hailbronner und Helmut Quaritsch.
Der bayerische Ministerpräsident Franz Josef Strauß bezog sich auf ein verbreitetes Schimpfwort, als er 1985 behauptete: „Es strömen die Tamilen zu Tausenden herein, und wenn sich die Situation in Neukaledonien zuspitzt, dann werden wir bald die Kanaken im Land haben.“ Der Berliner Innensenator Heinrich Lummer (CDU) warnte, es sei dringend geboten, Deutschland „vor einer Überflutung zu schützen“, denn „Wir haben ein Asylrecht, da kann die ganze Rote Armee kommen und der KGB dazu. Wenn die an unserer Grenze nur das Wörtchen ‚Asyl‘ sagen, können wir sie nicht zurückschicken“.

## Die Asyldebatte

### Die Asylkampagnen der Unionsparteien ab 1986
Ab 1986 führten die beiden Unionsparteien CDU und CSU dauerhaft eine konsequente Asylkampagne. Einerseits war das hochemotionale Thema geeignet, Wahlen zu gewinnen, andererseits sollte Druck auf die SPD ausgeübt werden, da ohne die Sozialdemokraten die für eine Grundgesetzänderung nötige Zweidrittelmehrheit nicht erreicht werden konnte. Der bayerische Innenminister Edmund Stoiber (CSU) drohte wiederum das „Ende der Einheit der Union“ für den Fall an, dass die CDU in der Asylrechtsfrage auf den Kurs der FDP und der SPD einschwenke und auf eine Grundgesetzänderung verzichte. Erstmals wurde das Thema Asyl vor der Landtagswahl in Bayern 1986 in den Mittelpunkt eines Wahlkampfs gerückt.
Die Strategie, das Asylthema auch zu einem zentralen Wahlkampfthema für die Bundestagswahl 1987 zu machen, war innerparteilich nicht unumstritten. So warnte der CDU-Generalsekretär Heiner Geißler vor der Bundestagsfraktion von CDU und CSU:

„Wenn jemand den Ratschlag gibt, dieses Thema zum Wahlkampfthema zu machen bis zum 25. Januar, dann muss er sich darüber im klaren sein, dass es in der innenpolitischen Auseinandersetzung zu einer Eskalation der Emotionen und der Gefühle kommen muss. Und dies kann die Christlich-Demokratische Union Deutschlands nach meiner festen Überzeugung nicht durchhalten, ohne sich zu verändern, [weil wir] die Geister, die da gerufen werden, nicht mehr los werden. Und ich warne davor, ein Problem so hochzuziehen, dass Erwartungen geweckt werden, die wir in den nächsten fünf Monaten nicht werden erfüllen können. Dann wird das Problem sich nämlich gegen uns wenden.“

Eine Gruppe von CDU-Bundestagsabgeordneten übte mit erst nach der Bundestagswahl veröffentlichten Christlich-Sozialen Positionen für eine rationale und ethisch verantwortbare Asylpolitik Kritik an der eigenen Partei und Bundesregierung:

„Politiker und Medien müssen zu einer nüchternen und angemessenen Sprache zurückfinden. Übertreibungen sowie Panik und Ängste auslösende Begriffe wie Flut, Strom, Überschwemmung usw. erschweren rationale Lösungen. Bei der Verwendung von Zahlen müssen die tatsächlich bescheidenen Größenordnungen sichtbar werden. Bisher werden beim Vergleich mit Flüchtlingszahlen in anderen europäischen Ländern die deutschen Anteile durch Verwendung unterschiedlicher Kriterien realitätswidrig aufgebauscht. Wer durch unsaubere oder einseitige Zahlenpräsentation oder übertriebene und emotionalisierende Sprache Fremdenangst und Aggression schürt, der zerstört die vorhandene Aufnahmebereitschaft in der Bevölkerung und trägt zur Aushöhlung des Grundrechts auf politisches Asyl bei.“

Bundeskanzler Kohl lehnte die Forderung auf eine Änderung des Art. 16 noch im September 1986 ab und verwies dabei im Kabinett auf das Beispiel der Karmeliterin Edith Stein, die in Auschwitz ermordet worden war, weil sie aus bürokratischen Gründen nicht rechtzeitig in die Schweiz emigrieren konnte. Auch das von Norbert Blüm (CDU) geführte Bundesarbeitsministerium wehrte sich gegen eine deutliche Verschärfung der deutschen Ausländerpolitik und die traditionell der Union nahestehenden Arbeitgeberverbände forderten vor allem eine Verrechtlichung und Verstetigung der im Lande befindlichen Ausländer.
Vor der Bundestagswahl 1990 erneuerten die Unionsparteien, diesmal noch schärfer, die Kampagne für eine Veränderung des Grundrechts auf Asyl. Szenarien wurden entworfen, dass Asylberechtigte Afrikaner und Asiaten „in der Größenordnung von 50 Mio.“ auf Deutschland zukommen könnten. Die Debatte wurde maßgeblich von der Bild-Zeitung und der Welt am Sonntag mitgetragen und entwickelte sich nach Ansicht des Historikers Ulrich Herbert rasch zu einer der „schärfsten, polemischsten und folgenreichsten Auseinandersetzungen der deutschen Nachkriegsgeschichte“.

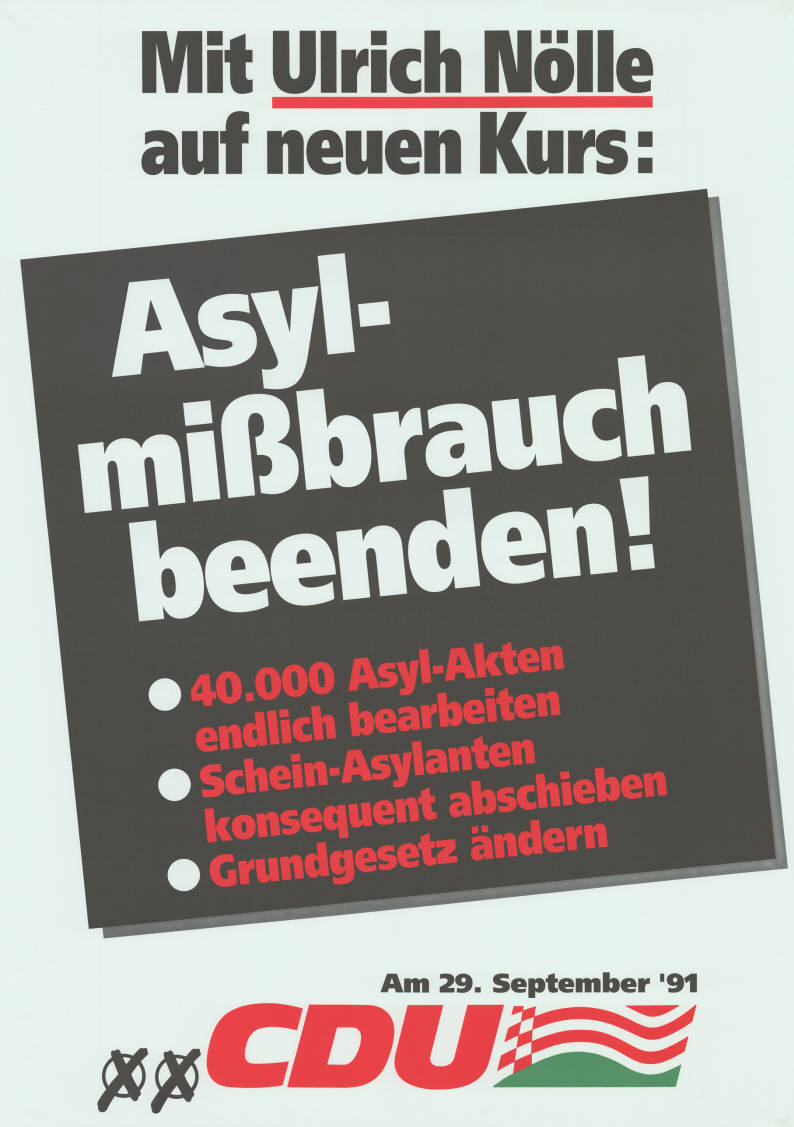
Plakat der CDU zur Bürgerschaftswahl in Bremen 1991

Die Schärfe der Asyldebatte ließ auch nach der Bundestagswahl 1990 nicht nach. CDU-Generalsekretär Volker Rühe forcierte die Kampagne im September 1991, indem er in einem Rundschreiben an alle Kommunalpolitiker seiner Partei am 12. September dazu aufforderte, die Asylpolitik zum Thema zu machen, und dazu standardisierte Argumentationsleitfäden, Parlamentsanträge, Musteranfragen und Presseerklärungen verschickte. Unter anderem sollten Fälle herausgestellt werden, „in denen Asylbewerber staatliche Leistungen unberechtigterweise mehrfach in Anspruch genommen haben“. Die Süddeutsche Zeitung kommentierte, wer dies gelesen habe, wisse „endgültig, wie man generalstabsmäßig Neid und Wut produziert. Und wenn dann bei einer Horde Wirrköpfen (die sich nach solchen Debattenbeiträgen in bester Gesellschaft wähnen) aus Neid Hass wird, stehen die Generalstäbler betroffen da und wundern sich über die plötzlich ausgebrochene Gewalt“. Bei der Bremer Bürgerschaftswahl am 13. September 1991 erhielten rechtsradikale Parteien 7,7 Prozent der Stimmen; vom 17. bis 23. September fanden in Hoyerswerda schwere Ausschreitungen gegen Ausländer statt (siehe den Abschnitt Welle rassistischer Gewalt). In der Süddeutschen Zeitung sagte Rühe wenige Tage später, wenn sich die SPD bei einem für den 27. September angesetzten Gespräch einer Änderung des Asylrechts entgegenstelle, sei „jeder Asylant nach diesem Tag ein SPD-Asylant“.
Bundeskanzler Helmut Kohl warnte im Oktober 1992 vor einem Staatsnotstand.

### Gegner einer Grundgesetzänderung
Eine große Koalition von den beiden Oppositionsparteien SPD und Grüne über die Kirchen, Menschenrechtsgruppen, die Sozialverbände und die Gewerkschaften bis zu großen Teilen des Koalitionspartners FDP setzte sich aus humanitären und historischen Gründen für eine Beibehaltung des liberalen Grundrechts auf Asyl ein. Besonders nach der Wiedervereinigung schwenkten jedoch sowohl in der FDP als auch in der SPD viele auf den Kurs einer Grundgesetzänderung ein.
Vor allem die Grünen gingen dagegen noch über die Forderung nach einer kompromisslosen Beibehaltung des Asylrechts, die sie als Nagelprobe für die demokratischen und menschenrechtlichen Zustände in der Bundesrepublik betrachteten, hinaus. Sie forderten ein allgemeines Bleiberecht für alle Einwanderer und argumentierten dabei, dass die Wirtschaftspolitik der entwickelten Länder vom Kolonialismus bis in die Gegenwart für die wirtschaftliche Misere in den Entwicklungsländern verantwortlich sei. Daraus leite sich eine Verantwortung für Wirtschaftsflüchtlinge aus diesen Ländern ab. Der bayerische Ministerpräsident Max Streibl (CSU) bezeichnete die Grünen als „die wahren Hetzer“ in der Asyldebatte und sprach in Anspielung auf das Konzept der multikulturellen Gesellschaft von einer „multikriminellen Gesellschaft“.
Heinrich Albertz (SPD), Mitglied des Parlamentarischen Rates bei der Beratung des Grundgesetzes und zu dieser Zeit niedersächsischer Minister für Flüchtlingsangelegenheiten, urteilte Mitte der 1980er Jahre:

„Vor 40 Jahren haben wir Millionen Flüchtlinge in Westdeutschland aufnehmen müssen und können, in einer Zeit, in der wir nicht eines der reichsten Länder der Welt waren. Wer sich dies klarmacht und dann hört, mit welcher Frechheit auch offizielle Stellen den Fremdenhass schüren und Asylsuchende schlimmer als das Vieh behandeln, dem steigt die Schamröte ins Gesicht.“

Die Industrie- und Unternehmerverbände, das Handwerk sowie ein Großteil der Wirtschaftspresse vertraten die These, dass Deutschland aus ökonomischen und demografischen Gründen eine kontinuierliche Einwanderung brauche, um seinen Lebensstandard halten zu können. Allerdings bevorzugten sie eine gesteuerte Einwanderung statt der ungeregelten Zuwanderung von Aussiedlern und Asylbewerbern. Diese Argumentation machten sich auch CDU-Politiker wie Heiner Geißler und Arbeitsminister Norbert Blüm zu eigen.

### Einzelne ethnische Gruppen in der Asyldebatte

#### Nebendiskussion um die Aussiedler

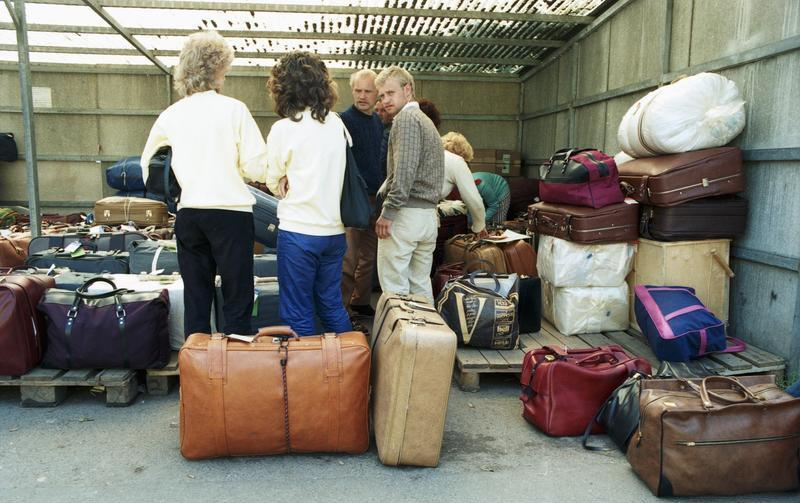
Aussiedler im Grenzdurchgangslager Friedland, Juni 1988.

Die SPD versuchte, die Debatte auf die Aussiedler, deren Zahl die der Asylbewerber phasenweise deutlich überstieg, auszuweiten. Die Bestrebungen, das Grundrecht auf Asyl aufzuweichen, konterte sie mit der Forderung, den in ihren Augen antiquierten Artikel 116 GG zu streichen. Der SPD-Kanzlerkandidat Oskar Lafontaine löste eine hitzige Kontroverse aus, als er einen Vorrang der Humanität vor der Nationalität forderte und davor warnte, „Deutschstämmige in der vierten oder fünften Generation“ etwa gegenüber persönlich bedrohten Afrikanern zu bevorzugen. Einen verfassungsrechtlich begründeten Aufnahmeanspruch der Aussiedler stellten auch Verfassungsjuristen wie der ehemalige Präsident des Bundesverfassungsgerichts, Ernst Benda, in Frage.
Herrschte 1989/90 eine allgemeine Euphorie gegenüber den Flüchtlingen aus Osteuropa, so schlug die Stimmung im Laufe des Jahres 1990 um. Umfragen zeigten, dass zunächst vor allem die Aussiedler aus dem Osten, die die Asylbewerber zahlenmäßig übertrafen, als Belastung empfunden wurden. Die Bundesregierung hielt zwar am Grundsatz, Aussiedler seien Deutsche, fest, gleichwohl versuchte sie mit dem Aussiedleraufnahmegesetz von 1990 die Einwanderung abzubremsen. Das Kriegsfolgenbereinigungsgesetz, das am 1. Januar 1993 in Kraft trat, beschränkte den Zuzug auf 225.000 Aussiedler im Jahr, gleichzeitig wurde jetzt der Nachweis ausreichender Deutschkenntnisse für die Anerkennung der deutschen Volkszugehörigkeit nötig.

#### Roma in der Asyldebatte
Während die Medienberichterstattung von den Jugoslawienkriegen eine breite Akzeptanz für die Flüchtlinge aus diesen Kriegsgebieten schuf, schlugen den Roma ausgeprägte antiziganistische Ressentiments entgegen. Diese bildeten die größte Gruppe unter den Asylbewerbern aus Rumänien und Bulgarien. Die „Zigeuner“ stießen in ganz Europa auf mehr Ablehnung als irgendeine andere Bevölkerungsgruppe. Die Anerkennungsquote für Asylsuchende aus Rumänien und Bulgarien lag nur bei 0,2 bzw. 0,1 Prozent, obwohl die Roma dort nachweislich massive Diskriminierungen erlitten. Während die dortigen Regierungen Druck auf die Roma ausübten, Asyl in Deutschland zu beantragen, versuchte die Bundesregierung wiederum, sie durch Rücknahmeverträge und finanzielle Hilfe wieder loszuwerden.

### Die Form der Debatte

#### Die Rolle der Medien in der Asyldebatte
Die Medien, vor allem die Springer-Zeitungen Bild und Welt am Sonntag, unterstützten die Kampagne der Union. Sie verbreiteten eine panikartige Stimmung und trugen maßgeblich zu der Schärfe und der Polemik der Asyldebatte bei. Beide Zeitungen gingen grundsätzlich von der These aus, dass es sich bei den Asylbewerbern überwiegend um Schwindler und Betrüger handelte, die in der Bundesrepublik vor allem in den Genuss von Sozialleistungen kommen wollten. So schrieb Ulrich Reitz in der Welt von „mehr als 90 Prozent Schwindlern“. Die Bild-Zeitung berichtete in reißerischen Serien über Fälle von Asylbetrug. Als es zu ersten Überfällen auf Asylbewerber in Ostdeutschland kam und Betroffene zurück nach Westdeutschland flüchteten, war dies für die Bild-Zeitung der Beweis, dass es sich um Wirtschaftsflüchtlinge handelte, die es sich bequem machen wollten. „Für wie dumm hält man die Deutschen eigentlich?“ fragte Bild. Immer wieder hervorgehoben wurde, dass „die als Asylbewerber ‚verkleideten‘ Wirtschaftsflüchtlinge“ den Steuerzahler jedes Jahr weit über drei Milliarden Mark kosten würden.
Zwischen Juni 1991 und Juli 1993 wurde das Thema Asyl/Ausländer weit vor der deutschen Vereinigung und der Arbeitslosigkeit in Umfragen als das dringendste Problem angegeben. Die Bild-Zeitung veranstaltete im September 1991 eine Umfrage unter ihren Lesern und titelte: „Sensationelle Umfrage. Asyl: Grundgesetz ändern! 98 % dafür“. Repräsentative Umfragen ergaben, dass 55 Prozent der Deutschen das Asylrecht einschränken wollten, 41 Prozent jedoch nicht.
In der Welt und der Welt am Sonntag kamen häufiger Intellektuelle zu Wort, die die verbreitete Stimmung zugunsten einer Grundrechtsänderung legitimierten. So sagte der Historiker Golo Mann in einem Interview mit der Welt im Oktober 1991, also bereits nach den ersten eruptiven Gewaltausbrüchen wie denen von Hoyerswerda:

„Bei weitem das beste wäre es, die Grenzen derart zu schützen, daß sie gar nicht erst kommen können. Die Grenzen dichtmachen, das wäre die beste Lösung. Man sollte den Abgewiesenen ein Paket für den Rückweg mitgeben. So würden beiden Seiten Gewalttätigkeiten erspart bleiben. […] Deshalb wäre es das Beste, diese unglücklichen Leute so bald und so freundlich wie möglich hinauszubefördern, dorthin, wo sie hergekommen sind.“

Arnulf Baring forderte in der Bild-Zeitung die sofortige Abschaffung des Grundrechts auf Asyl, da das Grundproblem darin bestehe, „daß unsere gutmütige Sozialgesetzgebung zum Magneten geworden ist, der die Armen des ganzen Erdballs anzieht“, deshalb dürfe „selbst die Asylgewährung nicht das Recht auf eine Sozialhilfe einschließen, wie sie Deutschen zusteht“.

#### Die Sprache der Asyldebatte
In der Asyldebatte war in den 1980er und frühen 1990er Jahren üblicherweise von „Asylanten“ die Rede. Kritisiert wurde, dass bereits dieser Begriff ausgrenze, da Substantiven auf -ant im Deutschen häufig eine pejorative Bedeutung zukommt. Es spricht jedoch einiges dafür, dass der Begriff ursprünglich wertfrei benutzt und erst durch die politische Linke als politisches Schlagwort mit ausländerfeindlicher und diskriminierender Konnotation interpretiert wurde.
Ein fester Bestandteil der Debatte war der Begriff „Asylmissbrauch“, die Antragsteller wurden häufig als „Scheinasylanten“ oder als „Asylbetrüger“ bezeichnet. Dass die große Masse der Asylbewerber einen Missbrauch des Asylrechts begehe, wurde stets mit dem Hinweis auf die geringe Anerkennungsquote belegt. So sprach der bayerische Innenminister Edmund Stoiber im Oktober 1992 pauschal von einem „hunderttausendfachen Asylmißbrauch“. Die Ablehnung eines Asylantrags wurde mit der Aufdeckung des vorsätzlichen Versuchs gleichgesetzt, unter Vorspiegelung falscher Tatsachen Sozialleistungen zu erschleichen. Diese Argumentation vernachlässigte jedoch, dass im Asylverfahren nicht untersucht wurde, ob der Asylbewerber verfolgt oder an Leib, Leben oder Freiheit bedroht wurde, sondern ob es eine, aus Sicht des Zielstaates, politisch motivierte Verfolgung im Herkunftsstaat gab. Zudem wurde in der politischen Diskussion fast immer nur mit der Anerkennungsquote des Bundesamtes argumentiert. Nicht berücksichtigt wurde, dass auf dem Rechtsweg vor den Verwaltungsgerichten eine nicht unerhebliche Anzahl ursprünglich abgelehnter Asylanträge erfolgreich war. Auch hatten Asylanträge von Flüchtlingen aus Bürgerkriegsländern keine Aussicht auf Erfolg, gleichwohl konnte die Bundesrepublik sie aufgrund der Genfer Flüchtlingskonvention nicht abschieben. So erhielten 1990 von den abgelehnten Asylbewerbern 32,4 Prozent ein Bleiberecht aus „rechtlichen, humanitären oder tatsächlichen Gründen“. Bei dieser sehr großen Personengruppe abgelehnter Asylbewerber handelte es sich offensichtlich nicht um Wirtschaftsflüchtlinge. Der Präsident des Bundesverwaltungsgerichts, Everhardt Franßen, warnte im Februar 1992 denn auch, bei abgelehnten Asylanträgen pauschal von einem Missbrauch des Asylrechts zu sprechen.
Ein Charakteristikum der Asyldebatte war die regelmäßige Verwendung einer Wassermetaphorik, die die nach Deutschland kommenden Asylbewerber als bedrohliche, kaum aufhaltbare Naturgewalt veranschaulichte. Typische Komposita waren „Asylantenstrom“, „-flut“, „-welle“ oder „-schwemme“. Die Rede von der „Abschottung“ Deutschlands und „Eindämmung der Flüchtlingsströme“, einem „Dammbruch“ oder von der „Einschleusung“ illegaler Einwanderer nehmen die Wassermetaphorik ebenso auf wie das Bild vom Fass, das überlaufe. Die Parole „Das Boot ist voll!“ wurde mehrfach visualisiert, zunächst Anfang der 1990er Jahre auf einem Wahlplakat der Republikaner, im September 1991 auf der Titelseite des Spiegels.
Die mit großer Erregung geführte Debatte bewog die Gesellschaft für deutsche Sprache 1991 erstmals ein Unwort des Jahres zu küren. Ausgewählt wurde der unter anderem bei den Übergriffen auf Asylbewerber und Vertragsarbeiter in Hoyerswerda verwendete Begriff „ausländerfrei“. In der Begründung hieß es, dass die Erinnerung an das Wort „judenfrei“ aus der NS-Zeit die ideologische Heimat kennzeichne. 1993 wurde der Begriff „Überfremdung“ mit dem Negativpreis versehen. In die engere Wahl zum Unwort des Jahres kamen bis 1993 aus dem Kontext der Asyldebatte auch die von Edmund Stoiber zitierte „durchrasste Gesellschaft“, der von einem Sprecher Helmut Kohls verwendete Begriff „Beileidstourismus“ für Trauerkundgebungen anlässlich der Morde von Mölln und Solingen (Kohl lehnte eine Teilnahme ab), der Euphemismus „aufenthaltsbeendende Maßnahmen“ für die Abschiebung abgelehnter Asylbewerber sowie das „Auf-“ oder „Abklatschen“ von Ausländern.
Den politischen Parteien und den Medien wurde vorgeworfen, sich nicht entschieden gegen Ausländerfeindlichkeit gestellt zu haben, sondern im Gegenteil Ressentiments in diskursfähiges Vokabular übersetzt zu haben. Die Asyldebatte habe über Jahre das politische Klima unerträglich vergiftet und habe demokratiegefährdende Ausmaße angenommen. Zudem zeigten Umfragen, dass das Ansehen der repräsentativen Demokratie und ihrer Institutionen durch die Art der Auseinandersetzung eine schwerwiegende Beschädigung erlitt.
Die teilweise populistische Kampagne sei maßgeblich für die aufgeheizte Stimmung verantwortlich gewesen und habe pogromartige Übergriffe gegen Ausländer wie die Ausschreitungen von Rostock-Lichtenhagen erst möglich gemacht. Sie habe in einer dramatischen Umbruchsituation ein klares Feindbild geboten und durch eine sich ständig überbietende Tonlage einen Enthemmungsprozess in Gang gesetzt, der dann eine Eigendynamik entwickelt habe. Angesichts der suggestiven Bilder und der Bedrohungsszenarien hätten nüchterne Argumentationen nur noch geringe Chancen gehabt, gehört zu werden. Der Journalist Heribert Prantl stellte die rhetorische Frage, ob die politische Agitation, die von Flüchtlingen im Katastrophenjargon sprach, nicht geeignet sei, den öffentlichen Frieden zu stören, die Menschenwürde anderer dadurch anzugreifen, dass er Hass gegen Teile der Bevölkerung aufstachelt oder sie beschimpft oder verleumdet – mithin, ob nicht durch zahlreiche Äußerungen in der Asyldebatte der Straftatbestand der Volksverhetzung erfüllt sei. Cornelia Schmalz-Jacobsen (FDP), die Ausländerbeauftragte der Bundesregierung, konstatierte im Dezember 1992: „Die Art und Weise, wie in den letzten Wochen und Monaten über die Asyl- und Ausländerpolitik geredet und gestritten wurde, hat das Ihre dazu beigetragen, daß Ausländerfeindlichkeit gesellschaftsfähig geworden zu sein scheint.“ Auch der CDU/CSU-Fraktionsvorsitzende Wolfgang Schäuble wollte rückblickend nicht bestreiten, dass es zwischen der Asyldebatte und fremdenfeindlichen Gewalttaten einen „mittelbaren Zusammenhang“ gab.

### Rechtsradikalismus und Rassismus im Kontext der Asyldebatte

#### Erfolge rechtsradikaler Parteien ab 1986
| Datum         | Wahl               | Partei | Prozent |
| ------------- | ------------------ | ------ | ------- |
| 12. Okt. 1986 | Bayern             | REP    | 3,0 %   |
| 13. Sep. 1987 | Bremen             | DVU    | 3,4 %   |
| 29. Jan. 1989 | Berlin             | REP    | 7,5 %   |
| 18. Juni 1989 | Europawahl         | REP    | 7,1 %   |
| 28. Jan. 1990 | Saarland           | REP    | 3,4 %   |
| 14. Okt. 1990 | Bayern             | REP    | 4,9 %   |
| 2. Dez. 1990  | Berlin             | REP    | 3,1 %   |
| 29. Sep. 1991 | Bremen             | DVU    | 6,2 %   |
| 5. Apr. 1992  | Schleswig-Holstein | DVU    | 6,3 %   |
| 5. Apr. 1992  | Baden-Württemberg  | REP    | 10,9 %  |

Von der Diskrepanz, eine aggressive Asylkampagne zu führen, ohne dabei jedoch Entscheidendes zu verändern, profitierten ab 1986 die rechtsradikalen Parteien Die Republikaner und DVU. Nach einem Achtungserfolg bei der Landtagswahl in Bayern 1986 mit 3,0 Prozent der Stimmen kamen die Republikaner bei den folgenden Wahlen nicht über 1,2 Prozent hinaus. Die DVU kam bei der Bürgerschaftswahl in Bremen 1987 auf 3,4 Prozent der Stimmen. Da sie in Bremerhaven die Fünf-Prozent-Hürde überspringen konnte, zog sie aufgrund einer Besonderheit im dortigen Wahlrecht mit einem Sitz in die Bürgerschaft ein.
Im Wahlkampf vor der einzigen Landtagswahl des Jahres 1989, der Wahl zum Abgeordnetenhaus von Berlin, polarisierte und polemisierten die Republikaner mit ausländerfeindlichen Fernsehspots. Noch wenige Tage vor der Wahl wurden Umfragen veröffentlicht, die drei Prozent für die Republikaner voraussagten. So war es für alle Beobachter vollkommen überraschend, dass die Partei auf Anhieb 7,5 Prozent der Stimmen erzielte und in das Abgeordnetenhaus einzog. Bei der zweiten in Deutschland stattfindenden Wahl des Jahres, der Europawahl, erhielt die Partei bundesweit über zwei Millionen Stimmen, dies entsprach einem Stimmenanteil von 7,1 Prozent.
1990 fanden insgesamt zehn Landtagswahlen statt. Bei den konstituierenden Landtagen in den fünf Neuen Bundesländern spielten die Themen der rechtsradikalen Parteien aufgrund der Wiedervereinigung keine Rolle, so dass die Parteien der extremen Rechten dort unbedeutend blieben. Dagegen scheiterten die Republikaner im Oktober 1990 in Bayern mit 4,9 Prozent nur denkbar knapp an der Fünf-Prozent-Hürde.
Die DVU zog im September 1991 mit 6,2 Prozent gestärkt in die Bürgerschaft von Bremen ein. Im Bremer Wahlkampf hatte der SPD-Bürgermeister Klaus Wedemeier einen scharfen Kurs gegen das Asylrecht eingeschlagen und verwehrte sogar Flüchtlingen den Aufenthalt in der Stadt. Dass die SPD 11,7 Prozentpunkte verlor, die DVU aber in die Bürgerschaft einzog, zeigte den Volksparteien deutlich, dass eine Instrumentalisierung der Asylfrage nicht nur fremdenfeindliche Übergriffe begünstigte, sondern bei Wahlen letztlich nur die rechtsextremen Parteien stärkte.
Im Jahr 1992 gab es in Deutschland nur zwei Landtagswahlen und beide waren für die rechten Parteien überaus erfolgreich. Im April zog die DVU mit 6,3 Prozent in den Landtag von Schleswig-Holstein ein, zudem erhielten die Republikaner 1,2 Prozent der Stimmen. Im April 1992 steigerten die Republikaner ihr Landtagswahlergebnis in Baden-Württemberg auf 10,9 Prozent.
Für die Unionsparteien, vor allem für die CSU, waren die Republikaner eine Herausforderung, auf die sie reagieren mussten. Die meisten Gründungsmitglieder der Republikaner waren ehemalige Parteimitglieder der CDU und CSU. Einige sahen in der neuen Partei die Verwirklichung der in den 1970er Jahren diskutierten „vierten Partei“, die bundesweit eine rechtskonservative Wählerschaft binden sollte. Auch die Wähler der Republikaner waren überwiegend von der Union abgewandert. Vor diesem Hintergrund forderte der bayerische Ministerpräsident Franz Josef Strauß, es dürfe rechts von der CSU keine demokratisch legitimierte Partei geben.

#### Welle rassistischer Gewalt
1986/87 wurden erstmals Asylbewerberunterkünfte angegriffen. So wurde ein Brandanschlag auf Notzelte in West-Berlin verübt, ein anderes in Hessen wurde überflutet, ein geplantes Asylbewerberheim ebenfalls in Brand gesteckt. Unübersehbar entwickelte sich eine rechtsradikale Szene als Nebenprodukt der scharfen Debatte.
Seit dem Sommer 1991 erreichte mit der an Heftigkeit zunehmenden Asyldebatte auch die fremdenfeindlich motivierte Gewalt eine neue Dimension. Eine Schlüsselstellung kommt dabei den Ausschreitungen im sächsischen Hoyerswerda zwischen dem 17. und 23. September 1991 zu. Mehrere Tage lang griffen bis zu 500 Menschen ein Wohnheim für Vertragsarbeiter sowie ein Flüchtlingswohnheim mit Brandflaschen, Eisenkugeln und anderen Gegenständen an. Anwohner beteiligten sich an den Übergriffen, gewalttätige, Parolen grölende Neonazi-Skinheads ernteten Beifall von vielen Umstehenden. Die Polizei war überfordert und kapitulierte vor den Gewalttätern, indem sie die knapp 300 Vertragsarbeiter abtransportierte. Der überwiegende Teil wurde direkt abgeschoben.
Hoyerswerda markierte den Auftakt zu einer Serie von Nachahmungstaten. Überwiegend in Ostdeutschland überfielen in der Folge Skinheads und rechtsgerichtete Jugendliche vor allem Asylbewerberheime und benutzten bei den teilweise mehrtägigen Auseinandersetzungen auch Schusswaffen und Brandsätze. So griffen in Greifswald mehr als 200 Hooligans nach einem Fußballspiel ein Asylbewerberheim an, dabei wurden 35 Menschen zum Teil schwer verletzt. Bei einem Überfall von 25 Rechtsextremisten in Saal (Vorpommern) im März 1992 wurde der rumänische Asylbewerber Dragomir Christinel zu Tode geprügelt. In Westdeutschland kam es ebenfalls zu zahlreichen Überfällen, die dort allerdings meist von kleinen Tätergruppen und ohne Zuschauer verübt wurden wie ein Brandanschlag auf ein Asylbewerberheim in Saarlouis im September 1991, bei dem der ghanaische Asylbewerber Samuel Kofi Yeboah verbrannte, oder ein Brandanschlag im niederrheinischen Hünxe im Oktober 1991, bei dem vier libanesische Flüchtlingskinder schwere Verbrennungen erlitten. Eine Ausnahme bildeten die tagelangen Übergriffe von einigen hundert Anwohnern in Mannheim-Schönau im Mai 1992 auf ein Flüchtlingsheim. Bis zu 78 Übergriffe auf Ausländer wurden an einem einzigen Tag gezählt.
Eine weitere Eskalationsstufe wurde mit den Ausschreitungen von Rostock-Lichtenhagen erreicht. Fünf Tage lang attackierten im August 1992 mehrere hundert teilweise rechtsextreme Randalierer die Zentrale Aufnahmestelle für Asylbewerber und ein Wohnheim für ehemalige vietnamesische Vertragsarbeiter im sogenannten „Sonnenblumenhaus“ in Rostock-Lichtenhagen. Nachdem die Aufnahmestelle evakuiert worden war, wurde das angrenzende Wohnheim, in dem sich noch über 100 Vietnamesen und ein Fernsehteam des ZDF aufhielten, mit Molotowcocktails in Brand gesteckt. Auf dem Höhepunkt der Auseinandersetzungen zog sich die Polizei zeitweise völlig zurück und die im brennenden Haus Eingeschlossenen waren schutzlos sich selbst überlassen. Als Zäsur in der deutschen Nachkriegsgeschichte wurden die von zahlreichen Fernsehstationen live übertragenen pogromartigen Ausschreitungen vor allem deshalb wahrgenommen, weil bis zu 3000 applaudierende Zuschauer die Angreifer teilweise schützten und den Einsatz von Polizei und Feuerwehr behinderten. Rostock-Lichtenhagen fand zahlreiche Nachahmungstaten. Allein in der Woche nach den Ausschreitungen bedrohten neonazistische Gewalttäter 40 Wohnheime mit Brandsätzen und Steinen und lieferten sich Straßenschlachten mit der Polizei.
Die Diskussion über die Ursachen wurde noch während der Ausschreitungen von Lichtenhagen mit der Asylrechtsdebatte verknüpft. Bundesinnenminister Rudolf Seiters (CDU) forderte auf einer Pressekonferenz in Rostock am 24. August 1992: „Wir müssen handeln gegen den Missbrauch des Asylrechts, der dazu geführt hat, dass wir einen unkontrollierten Zustrom in unser Land bekommen haben, ich hoffe, dass die letzten Beschlüsse der SPD, sich an einer Grundgesetzänderung zu beteiligen, endlich den Weg frei machen.“ Eine von Ministerpräsident Berndt Seite (CDU) wenige Tage später verlesene Stellungnahme glich den Aussagen des Bundesinnenministers vom 24. August: „Die Vorfälle der vergangenen Tage machen deutlich, dass eine Ergänzung des Asylrechts dringend erforderlich ist, weil die Bevölkerung durch den ungebremsten Zustrom von Asylanten überfordert wird“. Zwei Wochen nach den Ausschreitungen erklärte Justizminister Herbert Helmrich (CDU): „Wir brauchen eine neue Mauer“, denn „was uns überschwemmen wird, geht bis in die Türkei“. Kontrovers diskutiert, aber weit verbreitet ist deshalb die These, dass die Ausschreitungen von Rostock-Lichtenhagen für die Debatte über eine Änderung des Asylrechts politisch instrumentalisiert wurden. Der Vorwurf lautete auf „verbale Brandstiftung“.

#### Reaktionen auf die rassistische Gewalt
Die Öffentlichkeit reagierte zunächst mit Fassungs- und Ratlosigkeit auf die Welle fremdenfeindlicher Gewalt des Jahres 1992. Intellektuelle, Künstler und Politiker veröffentlichten am 25. September 1992 in der Frankfurter Rundschau den Frankfurter Aufruf, der den Untertitel Deutschland driftet nach rechts trug. In der ganzseitigen Anzeige forderten die etwa 250 Erstunterzeichner dazu auf, nicht zu schweigen, der Ausländerfeindlichkeit und dem Rechtsextremismus entgegenzutreten und die Verfassung nicht auszuhöhlen. Erst nach den Mordanschlägen von Mölln und Solingen auf Türken im November 1992 beziehungsweise Mai 1993 organisierte sich breiter Protest unter anderem mit Lichterketten als einer neuen Demonstrationsform, an denen sich Hunderttausende beteiligten. So sollen im Dezember 1992 allein in München (siehe Münchner Lichterkette) und Hamburg 800.000 Menschen demonstriert haben. In Köln versammelten sich am 9. November 1992 100.000 Menschen zu einem Konzert gegen Rassismus und Neonazis unter dem Motto „Arsch huh, Zäng ussenander“, um „die weitverbreitete Sprachlosigkeit zu der Entwicklung in unserem Land zu beenden“. Etwa zeitgleich, zwischen Oktober 1992 und Januar 1993, halbierte sich der Anteil derer, die in Umfragen Verständnis für gewalttätige Ausschreitungen gegen Asylbewerber äußerten, von siebzehn auf acht Prozent in Ostdeutschland und von zwölf auf fünf Prozent in Westdeutschland.
In der internationalen Presse wurden die Gewalttaten mit der Zeit des Nationalsozialismus in Verbindung gebracht. So schrieb die norwegische Zeitung Dagbladet anlässlich der Ausschreitungen von Rostock-Lichtenhagen von der „deutschen Kristallnacht 1992“, das Svenska Dagbladet fühlte sich an die „erschreckenden Bilder aus dunkler Geschichte“ erinnert und die italienische La Repubblica sah in Deutschland das Land des „rassischen Terrors“. Der britische Independent on Sunday urteilte: „Die Nazi-Gangs in Deutschland sind das Produkt einer rassistisch geprägten Krise, nicht die Ursache. Sie sind das Ergebnis einer systematischen Kampagne der Regierung, die Ausländer als Problemgruppe darstellt“. Die israelische Tageszeitung Haaretz kommentierte die Welle der Gewalt im November 1992: „Es wird der deutschen Regierung und Helmut Kohl schwerfallen sich von dem Verdacht reinzuwaschen, daß sie die Gewaltwelle gegen Ausländer aus einem ganz bestimmten Grund nicht stoppten: In der Hoffnung, die sich sträubende sozialdemokratische Opposition im Bundestag für die Abschaffung des Artikels 16 zu mobilisieren“. In der Bild-Zeitung hieß es dazu: „Das Ausland prügelt wieder auf die Deutschen ein“.
Heribert Prantl beklagte, kaum jemand habe die Gewaltexzesse zum Anlass genommen, sich zurückzuhalten und das sensible Asylthema behutsamer zu behandeln. Stattdessen habe sich jeder nur in seiner bisherigen Meinung bestätigt gefühlt. So forderte der bayerische Innenminister Edmund Stoiber im Oktober 1992, „endlich den massenhaften Zustrom unberechtigter Asylbewerber“ zu stoppen, wenn man nicht „extremistischen Demagogen den Boden für die böse Saat des Fremdenhasses“ bereiten wolle.
Die Justiz reagierte mild auf die Vorgänge. Von 257 eingeleiteten Strafverfahren wurden die meisten wieder eingestellt. Nur drei Täter wurden zu Haftstrafen von höchstens drei Jahren verurteilt.

## Der Asylkompromiss
| Jahr | Anzahl  |
| ---- | ------- |
| 1992 | 438.191 |
| 1996 | 98.644  |
| 2000 | 71.124  |
| 2004 | 35.604  |
| 2008 | 22.085  |
| 2011 | 53.347  |
| 2013 | 109.580 |
| 2014 | 173.072 |

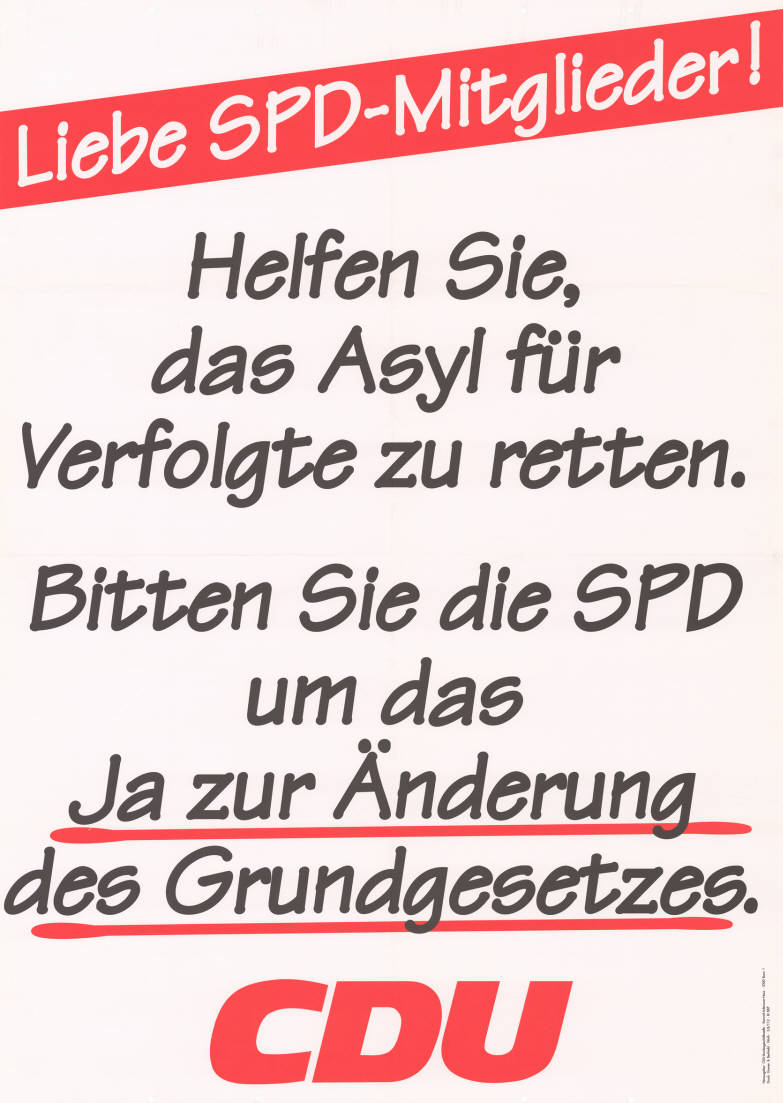
Plakat der CDU zur Asyldebatte (November 1992)

Noch während der Ausschreitungen von Rostock-Lichtenhagen positionierte sich die SPD in der Frage einer Asylrechtsänderung mit der Petersberger Wende im August 1992 neu. Ausschreitungen wie die in Rostock künftig vermeiden zu wollen, diente als wichtiges Argument für eine Grundgesetzänderung.
Vor dem SPD-Sonderparteitag im Mitte November initiierte CDU-Generalsekretär Peter Hintze mit einem am 5. November veröffentlichten Brief und mit entsprechenden Plakaten die Aktion „Liebe SPD-Mitglieder“, einem Aufruf an die Mitglieder der SPD, der Verfassungsänderung zuzustimmen. Viele Sozialdemokraten, so Der Spiegel, deuteten die Plakataktion als „einen infamen Versuch, den Streit ums Lieblingsthema Asyl zwischen den beiden großen Parteien zu erhalten“.
Am 6. Dezember 1992 beschloss der Deutsche Bundestag mit den Stimmen von CDU, CSU, FDP und SPD den Asylkompromiss; die Gesetzesänderung wurde mit 521 gegen 132 Stimmen verabschiedet. Am 1. Juli 1993 trat sie in Kraft. Durch die Änderung des Grundgesetzes (jetzt Art. 16a GG) und des Asylverfahrensgesetzes wurde das individuelle Grundrecht auf Asyl stark eingeschränkt. Seitdem können Asylsuchende ohne Anhörung zurückgewiesen werden, wenn sie aus einem sicheren Drittstaat oder einem sicheren Herkunftsstaat einreisen. Da alle Nachbarländer Deutschlands als sichere Drittstaaten gelten, war es für Asylsuchende praktisch nicht mehr zielführend, auf dem Landweg einzureisen.
Flankiert wurde die Grundgesetzänderung durch das Asylbewerberleistungsgesetz. Dieses verschlechterte die materiellen Bedingungen für Asylbewerber deutlich. Es vollzog die Trennung der Fürsorgepflicht für Asylbewerber von den Rechtsansprüchen auf Sozialhilfe. Sachleistungen ersetzten nun Bargeldleistungen, Gesundheitsleistungen wurden auf Notwendiges reduziert.
Die Asylrechtsreform trat im Juni 1993 in Kraft. Gemessen an der Verringerung der Flüchtlingszahlen war der Asylkompromiss ein großer Erfolg: Die Zahl der Asylbewerber in Deutschland sank kontinuierlich bis auf 19.164 im Jahr 2007. Die Anerkennungsquote sank bis auf 0,8 Prozent im Jahr 2006, bewilligt wurden nur noch 251 Asylanträge. Der Asylkompromiss entschärfte die aufgeregte Asyldebatte schnell und nachhaltig.
Von Kritikern wird der Asylkompromiss dagegen in Hinblick auf Humanität und internationale Solidarität als „Bankrotterklärung der Politik“ kritisiert. Heribert Prantl urteilte 1993, das Grundrecht bleibe nur noch als Attrappe stehen, letztlich bedeute die Grundgesetzänderung: „Politisch Verfolgte genießen Asylrecht – aber nicht in Deutschland“. Er kritisierte ferner, dass der Asylkompromiss durch seine Drittstaatenregelung die Probleme auf die Nachbarländer abwälze. Prantl hätte es ehrlicher gefunden, das Grundrecht auf Asyl völlig abzuschaffen.
Der UNHCR und Nichtregierungsorganisationen wie Pro Asyl beklagten die Abschottung der „Festung Europa“. Mit der Verengung der legalen Zugangswege nach Deutschland nahm die illegale Zuwanderung zu.